# Астрологія і зодіак мая

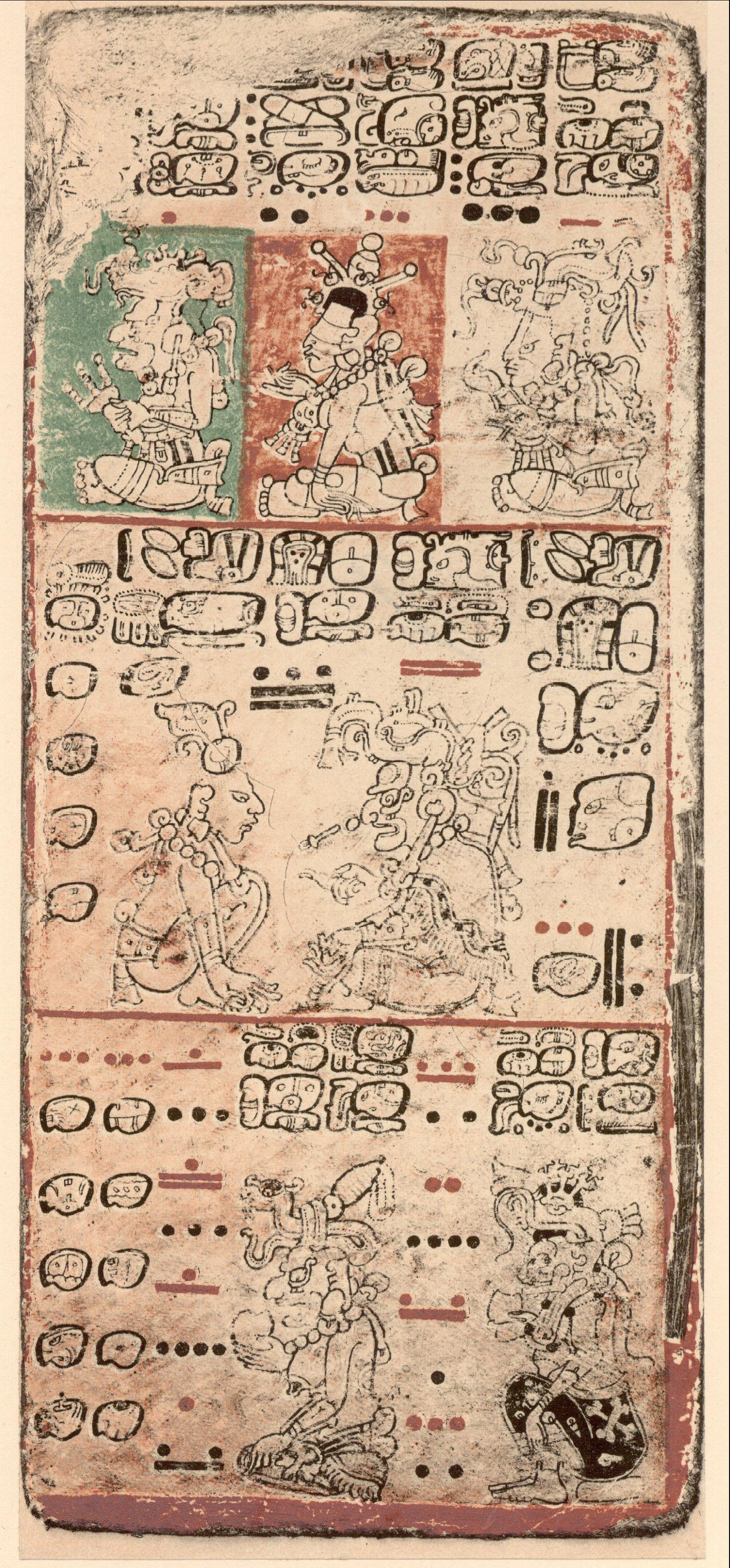
Маянський «зодіак». Дрезденський кодекс.

Астрологія мая — сукупність уявлень стародавніх мая щодо впливу розташування планет і зірок на долю і майбутнє людини та держави. Розвивалася спільно з астрономією та створення календарної системи. Існував також своєрідний аналог зодіаку.

## Характеристика
Мая в усі періоди існування своєї цивілізації були доволі забобонними, вірили у різні прикмети та знаки. Оскільки основним видом господарства у мая було землеробство, яке значною мірою залежало від зміни погоди, наявності опадів чи посухи. Це своєю чергою було пов'язано з вірно визначеним сільськогосподарським календарем. Його вираховували за результатами досліджень, насамперед Сонця, Місяця, планет. Тому в розумінні стародавніх мая, якщо небесні об'єкти впливають на природу, то відповідно впливають на людину. Вважалося, що в залежності від розташування або часу вплив планет і зірок може бути гарним або поганим. Все це спричинило розвиток астрології, що йшло поруч з удосконаленням астрологічних знань та поліпшенням календаря.
Мая після народження дитини відразу йшли до жерця, який за розташуванням зірок та іншими факторами вказував про долю людини, яку, на думку стародавніх мая вже неможливо було змінити. Також у визначені дні робилося пророцтва щодо долі громади, міста та держави.

## Календар і астрологія
В астрології жерці мая застосовували ритуальний календар цолькін (tzolk'in). Кожному дню відповідало пророкування для народженого в цей день, що визначало його майбутні якості, а також рід майбутніх занять і долю.
Згідно з віруваннями мая, вплив днів ритуального календаря позначилося на долі не лише окремої особистості, а й колективу людей, тобто одні знаки були сприятливі, а інші, навпаки, небезпечні для певних занять. Крім того, жрець, що займався цими передбаченнями, враховував вплив — добрий, поганий або нейтральний — числівника, що супроводжував кожен день, що у залежності від обставин могло б змінити (в кращу або гіршу сторону) долю, залежну від назви дня.
| Іміш     | Хтивий грішник, безчесна, нерішуча, сумнівна, найкепська людина,                                                                                |
| Ік'      | Безчесна людина, дуже хтива, погана його доля                                                                                                   |
| Ак'б'аль | Жалюгідний плебей без майбутнього, бідний, мисливець                                                                                            |
| К'ан     | Багатій, майстер у всіх ремеслах, мудрий |
| Чикчан   | З вогню його душа, погана його доля, вбивця |
| Кімі     | Вбивця, дуже погана його доля |
| Манік'   | Криваві його кігті, погана людина |
| Ламат    | П'яниця, настирливий, базіка, безчесний в розмові, сіяч розбрату                                                                                |
| Ок       | Перелюбник, безрозсудний, сіяч розбрату, нетямущий                                                                                              |
| Чуен     | Майстер з обробки дерева, умілець у ткацтві, майстер у всіх ремеслах, дуже багате його життя, дуже гарні всі справи, що він робить, розсудливий |
| Еб'      | Багатий, чиє багатство — громада, хороший багач, общинне — його багатство, щедрий, добра людина, не буде безглуздим, дуже гарний                |
| Б'ен     | Жалюгідний, плебей, бідний |
| Іш       | Хоробрий ягуар, кривавий його рот, криваві його кігті, кровожерливий, пожирач м'яса, вбивця                                                     |
| Мен      | Майстер у всіх ремеслах, дуже хороший, заговорить швидко.                                                                                       |
| К'іб'    | Злодій, характер мисливця, хоробрий, вбивця, без доброї долі, поганий                                                                           |
| Кабан    | Мудрий і розсудливий торговець, пускач крові і знахар, хороший, розсудливий                                                                     |
| Ец'наб'  | Пускач крові при гарячці, пускач крові і знахар, здоровий, хоробрий                                                                             |
| Кавак    | Дуже мрійливий, благородний |
| Ахав     | Багатий, розсудливий, хоробрий, хороший |

День ритуального календаря, який збігся з днем початку року хааб (Haab') був надзвичайно важливий для визначення характеру прийдешнього року. Цей день, який протягом часу міг бути лише одним з чотирьох (Акбаль, Ламат, Б'ен або Ец'наб'), нескінченно змінювали один одного, називався мая ах-куп-хааб — носій року. В післякласичний період назви «носіїв» змінилися — ними були К'ан, Манік, Іш і Кавак.
Фінальні дні тунів, катунів і бактунів також мали значення для обґрунтування жерцями своїх пророцтв. Найважливішим був день, на який падав кінець катунів і за яким він називався. Цей день обов'язково був Ахав, і його числівник змінювалося по низхідній лінії (13, 11, 9, 7, 5, 3, 1, 12, 10, 8, 6, 2, 13, 11 і далі).
Книги «Чилам-Балам» дають серію катунів з відповідними прогнозами, які не завжди зрозумілі, оскільки вони виражені мовою метафор, що часто застосовували жерці. Крім декількох сприятливих катунів більша їх частина проголошувала нещастя: посухи, мор, злидні, війни, плотський гріх, безчестя.

## Зодіак
Відомості про так званий зодіак мая містяться на сторінках 9 Дрезденського кодексу, 112 — Мадридського кодексу, 23-24 — Паризького кодексу, де зображені фантастичні звірі, як небесна група у вигляді екліптики (шлях від Сонця і планет на тлі нерухомих зірок). Є своєрідним записом сузір'я, в якому перебуває Сонце, з 168-денними інтервалами, рух якого починався від Сінан-Ек'а (відповідав знаку Скорпіона). Втім низка дослідників вважають сумнівним твердження щодо вирахування 168-денного інтервалу.
Також на стелі К 152 (так званній Стелі Хауберга) і стелі 1 з Тікаля представлені карти нічного неба із сузір'ями на 18 березня 197 року і 30 квітня 451 року відповідно.
Жерці мая також розглядали вплив сузір'я як таких, а також у поєднанні з планетами Венерою, Марсом, Юпітером і Сатурном й світилами — Сонцем та Місяцем на долю людини.
З астрології класичного періоду відомі наступні «зодіакальні знаки» мая.
| Сузір'я мая          | Знак Зодіак |
| -------------------- | ----------- |
| Кук (Кетцаль)        | Овен        |
| Сінан-Ек' (Скорпіон) | Скорпіон    |
| Ак-Ек' (Черепаха)    | Близнята    |
| Чан (Гримуча змія)   | Стрілець    |
| Балам (Ягуар)        | Козеріг     |
| Ок (Собак)           | Рак         |
| Соц (Кажан)          | Риби        |
| Читам (Пекарі)       | Діва        |
| Шок (Акула)          | Терези      |
| Кух (Сова)           | Телець      |
| Сак (Жаба)           | Водолій     |
| Кумк'у (Крокодил)    | Лев         |

Інший варіант (астрологія мая пізнього класичного і післякласичного періодів) має наступні відповідності: Олень (Козеріг), Мавпа (Водолій), Ягуаріха і ягуарчата (Риби), Білка (Овен), Кабан (Стрілець), Гримуча змія (Телець), Черепаха (Близнюки), Скорпіон (Рак), Сова (Лев), Пернатий змій (Діва), Папуга (Терези), Жаба (Скорпіон), з додатковим Кажаном (Змієносець).